# 平淮西碑
平淮西碑，又名韓碑，是唐朝政府消灭割据蔡州的淮西節度使吳元濟后，为纪念和颂扬这场战事所雕刻的石碑。碑文出於名家韓愈之手。

## 歷史沿革
元和十二年（817年），宰相裴度自请前往征讨吴元济的前线督师，最终，李愬雪夜入蔡州，消灭吴元济。文成，命于蔡州紫极宫磨《吴少诚德政碑》，改刻《平淮西碑》，立在汝南城北門外。碑文約一千八百字，全文仿照《尚書》中誥的寫法，古樸雅拙。
由於碑文大力歌頌裴度功勳，“帝曰汝度功第一”，甚少提到李愬的事蹟，僅以「西師躍入，道無留者」二句言之，碑文中更突出韓弘及其子韓公武之戰功，得到韓弘相贈绢五百匹作为润笔。李愬的部下石孝忠不滿，“作力推去其碑，僅傾移者再三”，又挥锤將碑文砸毀。石孝忠对唐宪宗说：“蔡平之后，刻石纪功，尽归乎丞相，而愬第其名也，反与光颜、重胤齿。愬固无所言矣，设不幸更有一淮西，其将略如愬者，复肯为陛下用乎？”。宪宗下令翰林大学士段文昌重新撰写，其一碑二文，天下少有。李商隐在《读韩碑诗》中说：“公之斯文不示后，曷与三五相攀追。”
宋代，蔡州知府陳王向命人選石，重刻韩文。苏东坡有诗曰：“淮西功业冠吾唐，吏部文章日月光，千载断碑人膾灸，不知世有段文昌。”明清之際，蔡州石碑因兵燹之災，不復存在。咸豐年間，軍機大臣祁雋藻重書《平淮西碑》，共刻四石，書體集顏、歐、柳、趙四家之大成，因文、書、刻俱佳，稱“三絕碑”。

## 現狀
韩愈原碑已毁，也没有留下拓片。宋代蔡州知府陈向（陈王向？）重刻韩文，似乎同时也磨去了段文昌所撰碑。而此碑又在明清之际毁于战火。清咸丰年间复刻韩碑，為军机大臣祁隽藻所書。现在河南駐馬店汝南縣天中山景区有《平淮西碑》，不知何人何年所刻。近年亦傳尋獲宋刻韓碑殘片數片，部分藏于汝南县文物局，部分为个人收藏，此類殘片並無款識，真實性存疑。

## 评价
李商隱《韓碑》：「點竄《堯典》、《舜典》字，塗改《清廟》《生民》詩。」将韩愈《平淮西碑》与《尚書》中的《堯典》《舜典》和《詩經》中的《周頌·清廟》《大雅·生民之什》相比，高度評價韓愈的碑文。
林紓《韓文研究法》：「《平淮西碑》，模範全出《尚書》，惟其具絕偉之氣力，又澤以極古之文詞。」。
沈德潛稱：「《淮西碑》記叛亂，記廷議，記命將，記戰功，記赦宥，記論功而總歸之於天子之明且斷；井井整整，肅肅穆穆，如讀江漢常武之詩。西京後第一篇大文字。」
张裕钊赞为“此文自秦后，殆无能为之者，……殆欲度越盛汉，与周人并席矣。”